# Sphyraena chrysotaenia
Sphyraena chrysotaenia è un pesce di mare appartenente alla famiglia Sphyraenidae.
È volgarmente conosciuto come barracuda dalle strisce gialle, barracuda orientale o barracuda ottuso ed è la specie meno diffusa del genere Sphyraena nel mar Mediterraneo.

## Distribuzione e habitat
L'areale principale di questa specie è negli oceani Indiano e Pacifico fino alle Filippine, oltre che nel mar Rosso, da cui è penetrato nel mar Mediterraneo attraverso il canale di Suez (migrazione lessepsiana). Attualmente si trova lungo le coste orientali del Mediterraneo di Libano, Israele ed Egitto ma pare che stia estendendo il suo areale anche a Malta ed alle coste di Montenegro, Croazia meridionale ed Albania.

È un pesce strettamente costiero.

## Descrizione
Rispetto ai barracuda mediterranei più comuni Sphyraena sphyraena e Sphyraena viridensis è più piccolo e tozzo, con pinne pettorali che raggiungono la prima pinna dorsale e pinne ventrali posizionate sotto le pettorali. Le squame, la testa e gli occhi sono più grandi rispetto ai congeneri atlanto mediterranei.

Il colore è argenteo, con una linea (talvolta poco vistosa) gialla o bruna tra il muso e la pinna caudale, che ha colore giallo. Il dorso può presentare riflessi dorati.

Non supera i 30 cm di lunghezza.

## Biologia
Poco nota, è una specie gregaria.

## Specie affini
La specie Sphyraena obtusata (barracuda codagialla), anch'esso dubbiosamente segnalato per il Mediterraneo, è molto simile, al punto di non essere distinguibile e non è ben certo se queste due specie siano realmente distinte.